# تپه جا خرمن
تپه جا خرمن مربوط به سده‌های میانه ومتاخر دوران‌های تاریخی پس از اسلام است و در شهرستان سنقر، بخش مرکزی، روستای آب باریک علیا واقع شده و این اثر در تاریخ ۱۱ مرداد ۱۳۸۴ با شمارهٔ ثبت ۱۲۴۵۸ به‌عنوان یکی از آثار ملی ایران به ثبت رسیده است.